# Komonica

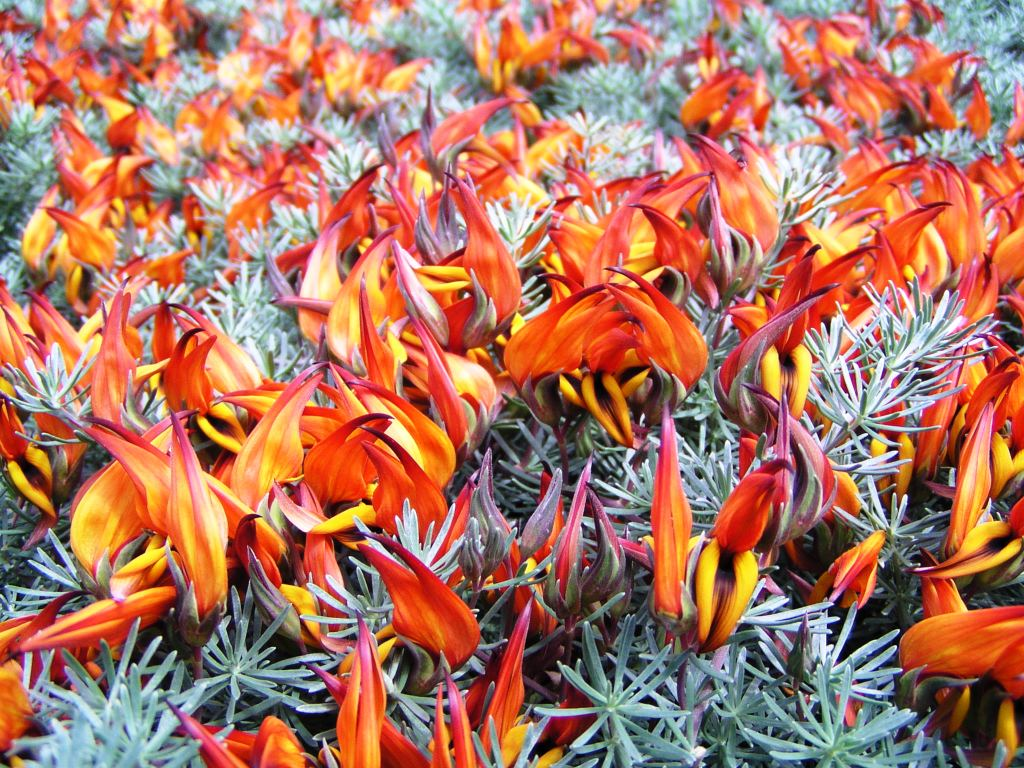
Komonica Berthelota

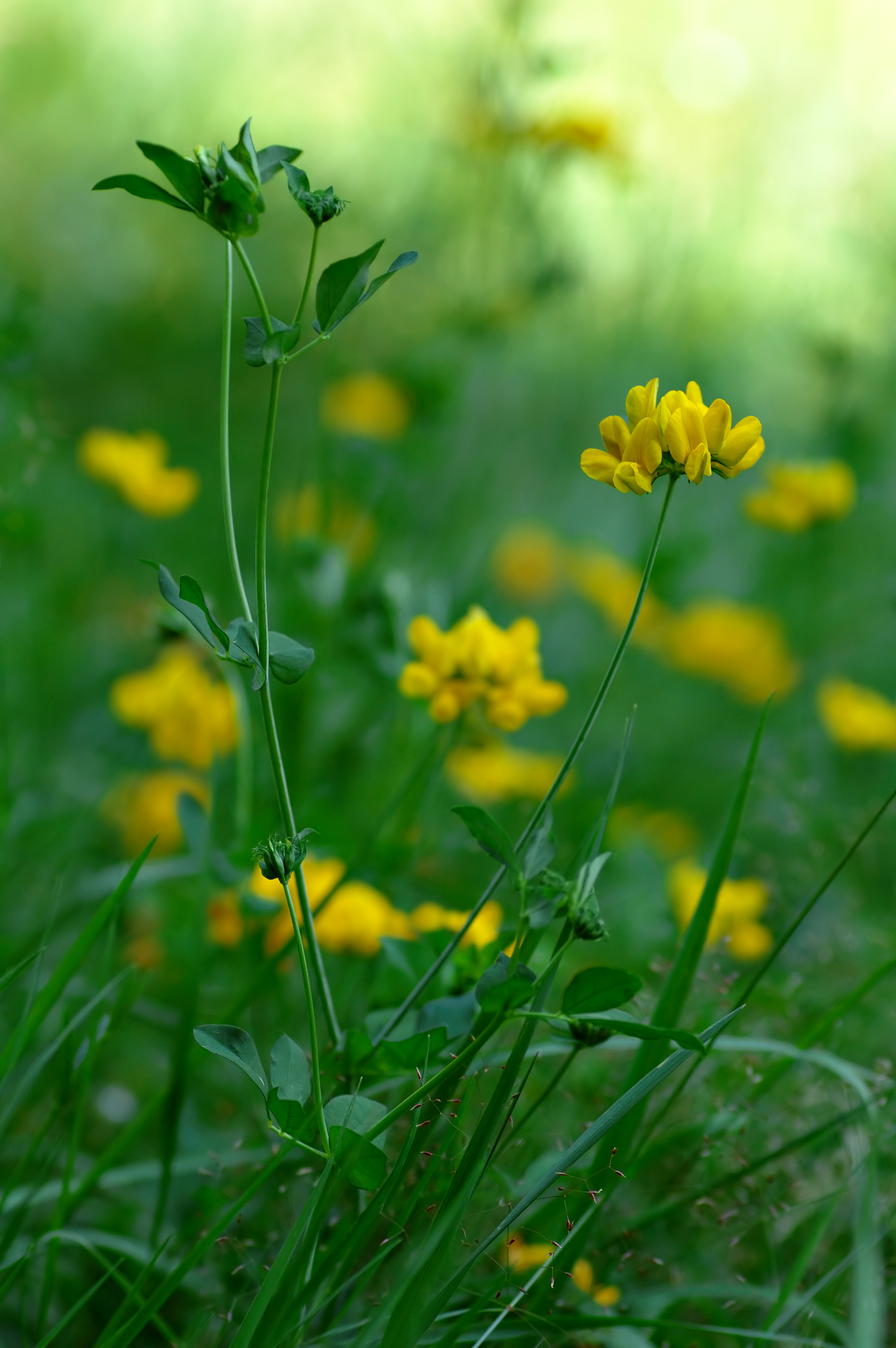
Komonica błotna

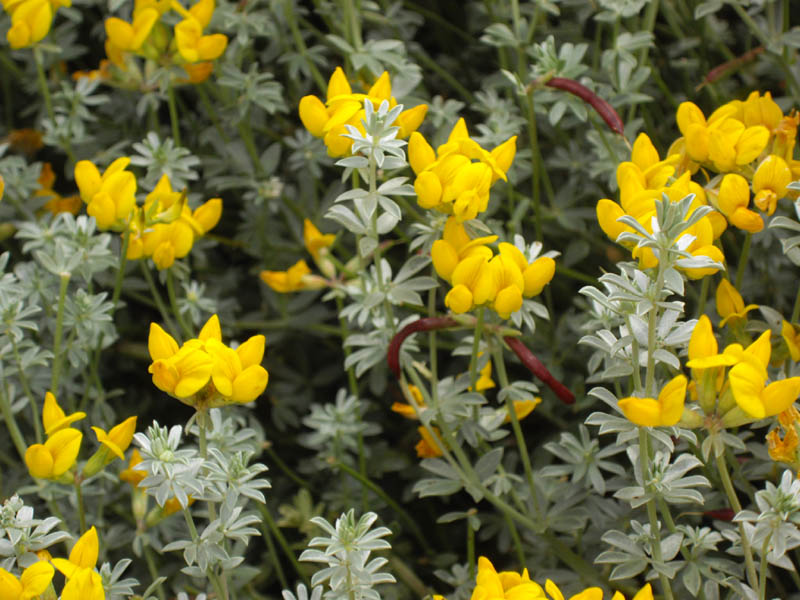
Lotus creticus

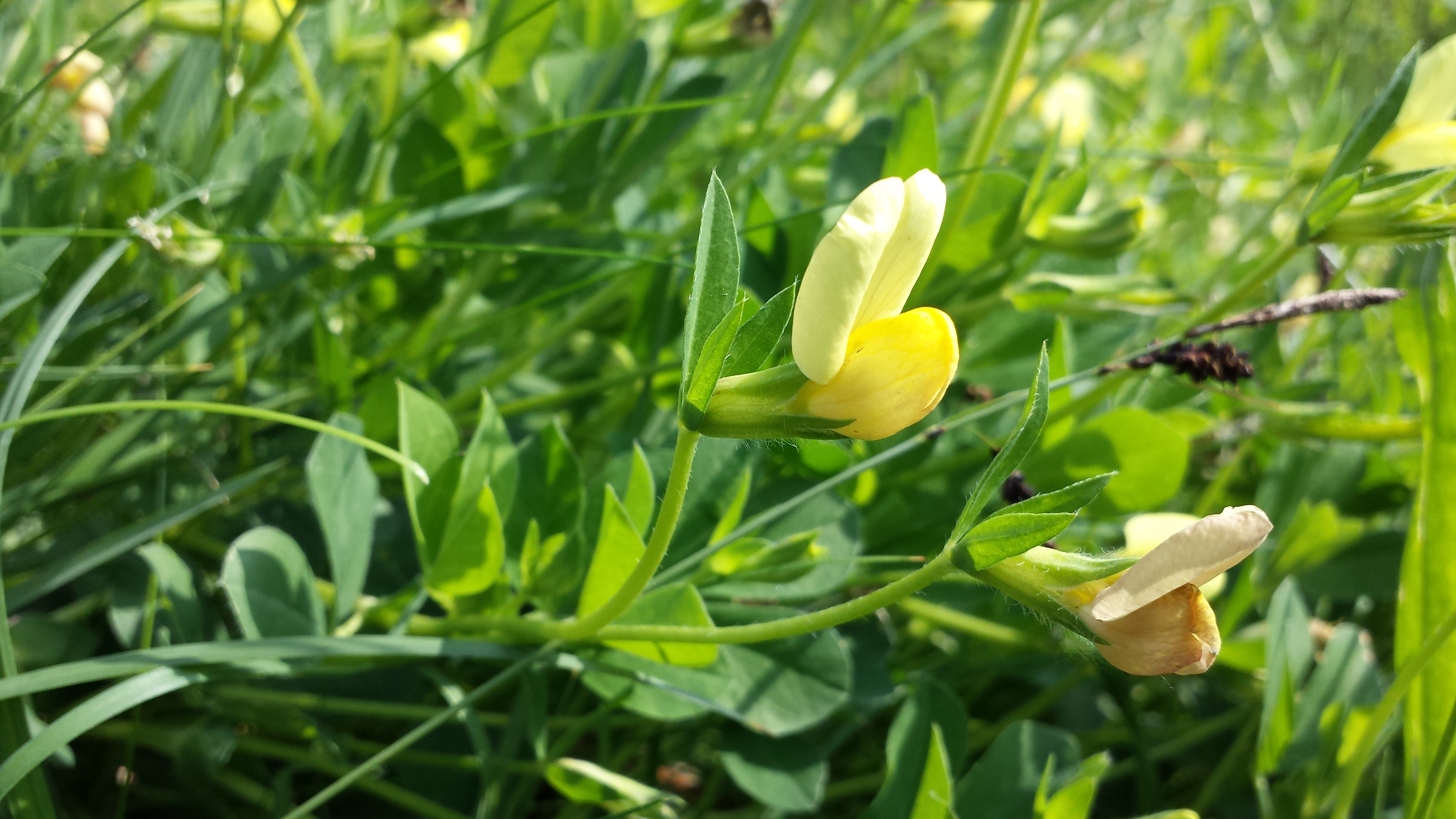
Komonica skrzydlatostrąkowa

Komonica (Lotus L.) – rodzaj roślin zielnych oraz półkrzewów należący do rodziny bobowatych. Obejmuje 124 gatunki. Występują one na całej kuli ziemskiej, z wyjątkiem Ameryki Północnej i Ameryki Południowej (tam tylko gatunki zawleczone). Rosną na bagnach, łąkach i murawach, w miejscach piaszczystych i na klifach. Nazwa naukowa nawiązuje do jednej z grup roślin w starożytnej taksonomii ludowej opisywanych jako lotos.

## Rozmieszczenie geograficzne
Przedstawiciele rodzaju występują w Eurazji, Afryce, w Makaronezji (tu liczne endemity), Australii i Oceanii (dwa gatunki endemiczne dla wysp Riukiu, Tajwan, Nowa Kaledonia, Vanuatu). Jako rośliny zawleczone przedstawiciele rodzaju obecni są także na kontynentach amerykańskich. Centrum zróżnicowania znajduje się w Europie (30 gatunków) (zwłaszcza w rejonie Morza Śródziemnego) i na makaronezyjskich wyspach atlantyckich. 
W Polsce rośnie w stanie dzikim 7 gatunków zaliczanych do tego rodzaju (w tradycyjnych ujęciach zaliczane one były do trzech różnych rodzajów, stąd używane są różne nazwy zwyczajowe):
Pierwsza nazwa naukowa według listy krajowej, druga – obowiązująca według bazy taksonomicznej Plants of the World online (jeśli jest inna)
- komonica błotna Lotus uliginosus Schkuhr ≡ Lotus pedunculatus Cav.
- komonica wąskolistna Lotus tenuis Waldst. & Kit. ex Willd.
- komonica zwyczajna Lotus corniculatus L.
- komonica skrzydlatostrąkowa, komonicznik skrzydlatostrąkowy Tetragonolobus maritimus (L.) Roth ≡ Lotus maritimus L.
- szyplin pięciolistny Dorycnium pentaphyllum Scop. ≡ Lotus dorycnium L. (efemerofit)
- szyplin jedwabisty Dorycnium germanicum (Gremli) Rikli ≡ Lotus germanicus (Gremli) Peruzzi
- szyplin zielny Dorycnium herbaceum Vill. ≡ Lotus herbaceus (Vill.) Jauzein

## Morfologia
PokrójRośliny zielne (jednoroczne i byliny) i rzadko krzewinki, osiągające do 1 m wysokości.
LiściePierzaste, u większości gatunków pięciolistkowe, przy czym górne trzy listki skupione są na szczycie, a dolna para listków jest nisko osadzona – przypomina przylistki, które u roślin tego rodzaju są zredukowane – są drobne lub brak ich zupełnie. W efekcie liście wyglądają pozornie jak trójlistkowe z przylistkami. Wszystkie listki są całobrzegie.
KwiatyMotylkowe, wyrastają w przypominających główki baldachach liczących do 12 kwiatów. Przysadki rzadko liściowate, zwykle zredukowane do ciemnego gruczołka lub brak ich wcale. Podkwiatków brak. Działki zrośnięte w dzwonkowaty lub lejkowaty kielich, w liczbie 5, równej długości lub górne działki większe od innych. Płatki korony zwykle żółte (po zasuszeniu często zieleniejące), rzadziej białe, czerwone, różowe lub ciemnobrązowe. Dwa dolne płatki tworzą tzw. łódeczkę (na grzbiecie wygiętą lub łukowatą, z długim dzióbkiem), dwa boczne odwrotnie jajowate skrzydełka, a piąty wzniesiony jest do góry tworząc żagielek. Żagielek może być szeroko rozpostarty (kolisty, jajowaty lub romboidalny) lub z brzegami podwiniętymi. Wewnątrz kwiatu, a ściślej w łódeczce, znajduje się jeden siedzący słupek z jedną, równowąską, górną zalążnią zawierającą wiele zalążków. Szyjka słupka jest prosta lub powyginana, wolno zwęża się ku szczytowi i pod nim listewkowato rozszerzona. W kwiecie znajduje się 10 pręcików, z których dziewięć zrośniętych jest nitkami tworząc rurkę, jeden pręcik zaś, o bardzo krótkiej nitce jest wolny. Spośród pręcików tworzących rurkę 5 jest dłuższych od pozostałych czterech.
OwoceStrąki cylindryczne lub spłaszczone, zwykle długie, rzadziej jajowate, proste lub wygięte, gładkie lub oskrzydlone (gatunki z dawniej wyodrębnianego rodzaju Tetragonolobus). Strąki wewnątrz posiadają przegrody międzynasienne. Po dojrzeniu strąki pękają, a klapy się skręcają. Nasiona kulistawe lub soczewkowate, gładkie lub rzadziej brodawkowate.

## Systematyka
Wyróżniane przez Krytyczną listę roślin naczyniowych Polski gatunki z rodzajów komonicznik (Tetragonolobus) i szyplin (Dorycnium) są według nowszych ujęć taksonomicznych włączane do rodzaju Lotus. Obie te grupy są zagnieżdżone w drzewie filogenetycznym gatunków z rodzaju Lotus. Z kolei tradycyjnie zaliczane do rodzaju Lotus niektóre gatunki tworzące klady odrębne wydzielone zostały w monotypowe rodzaje: Kebirita, Podolotus i Pseudolotus.
Pozycja systematyczna rodzaju według APweb (aktualizowany system APG IV z 2016)
Jeden z rodzajów podrodziny bobowatych właściwych Faboideae w rzędzie bobowatych Fabaceae s.l. W obrębie podrodziny należy do plemienia Loteae.
Pozycja systematyczna rodzaju według systemu Reveala (1993–1999)
Gromada okrytonasienne, podgromada Magnoliophytina, klasa Rosopsida, podklasa różowe, nadrząd Fabanae R. Dahlgren ex Reveal, rząd strąkowce, rodzina bobowate, podrodzina Lotoideae Burnett, plemię Loteae DC., podplemię Lotinae (DC.) Wight & Arn., rodzaj komonica (Lotus L.).
W systemie Reveala przyjętym w Crescent Bloom rodzaj Lotus obejmuje także gatunki rodzaju komonicznik i szyplin, traktowane jako synonimy rodzaju Lotus.
Pozycja systematyczna rodzaju według systemie Cronquista (1981)
Gromada okrytonasienne, klasa dwuliścienne (Magnoliopsida Brongn.), podklasa różowe Rosidae Takht., rząd bobowce Fabales Bromhead, rodzina bobowate Fabaceae Lindl.
Wykaz gatunków
- Lotus aduncus (Griseb.) Nyman
- Lotus aegaeus (Griseb.) Boiss.
- Lotus alianus J.H.Kirkbr.
- Lotus alpinus (Ser.) Schleich. ex Ramond – komonica alpejska
- Lotus anfractuosus (Baker f.) Kramina & D.D.Sokoloff
- Lotus angustissimus L.
- Lotus arabicus Sol. ex L.
- Lotus arenarius Brot.
- Lotus argyrodes R.P.Murray
- Lotus arinagensis Bramwell
- Lotus assakensis Coss. ex Brand
- Lotus australis Andrews
- Lotus axilliflorus (Hub.-Mor.) D.D.Sokoloff
- Lotus becquetii Boutique
- Lotus benoistii (Maire) Lassen
- Lotus berthelotii Masf. – komonica Berthelota
- Lotus biflorus Desr.
- Lotus borbasii Ujhelyi
- Lotus broussonetii Choisy ex Ser.
- Lotus brunneri Webb
- Lotus burttii Borsos
- Lotus callis-viridis Bramwell & D.H.Davis
- Lotus campylocladus Webb & Berthel.
- Lotus carpetanus Lacaita
- Lotus castellanus Boiss. & Reut.
- Lotus chazaliei H.Boissieu
- Lotus compactus Chrtková
- Lotus conimbricensis Brot.
- Lotus conjugatus L.
- Lotus corniculatus L. – komonica zwyczajna
- Lotus creticus L.
- Lotus cruentus Court
- Lotus cytisoides L.
- Lotus × davyae Druce
- Lotus discolor E.Mey.
- Lotus divaricatus Boiss.
- Lotus dorycnium L. – szyplin pięciolistny
- Lotus drepanocarpus Durieu
- Lotus dumetorum Webb ex R.P.Murray
- Lotus edulis L.
- Lotus emeroides R.P.Murray
- Lotus eremiticus A.Santos
- Lotus eriophthalmus Webb & Berthel.
- Lotus frondosus (Freyn) Kuprian.
- Lotus fulgurans (Porta) D.D.Sokoloff
- Lotus garcinii Ser.
- Lotus gebelia Vent.
- Lotus germanicus (Gremli) Peruzzi – szyplin jedwabisty
- Lotus glacialis (Boiss.) Pau
- Lotus glareosus Boiss. & Reut.
- Lotus glaucus Aiton
- Lotus glinoides Delile
- Lotus goetzei Harms
- Lotus gomerythus A.Portero, J.Martín-Carbajal & R.Mesa
- Lotus graecus L.
- Lotus halophilus Boiss. & Spruner
- Lotus hebecarpus J.B.Gillett
- Lotus hebranicus Hochst. ex Brand
- Lotus herbaceus (Vill.) Jauzein – szyplin zielny
- Lotus hirsutus L.
- Lotus holosericeus Webb & Berthel.
- Lotus jacobaeus L.
- Lotus japonicus (Regel) K.Larsen
- Lotus jolyi Batt.
- Lotus jordanii (Loret & Barrandon) Coulot, Rabaute & J.-M.Tison
- Lotus krylovii Schischk. & Serg.
- Lotus kunkelii (Esteve) Bramwell & D.H.Davis
- Lotus lalambensis Schweinf.
- Lotus lancerottensis Webb & Berthel.
- Lotus lanuginosus Vent.
- Lotus laricus Rech.f., Aellen & Esfand.
- Lotus latidentatus Elenevsky
- Lotus lebrunii Boutique
- Lotus longisiliquosus R.Roem.
- Lotus lourdes-santiagoi Pina & Valdés
- Lotus loweanus Webb & Berthel.
- Lotus macranthus Lowe
- Lotus maculatus Breitf.
- Lotus maritimus L. – komonica skrzydlatostrąkowa, komonicznik skrzydlatostrąkowy
- Lotus maroccanus Ball
- Lotus mascaensis Burchard
- Lotus × medioximus Husn.
- Lotus michauxianus Ser.
- Lotus × minoricensis M.À.Conesa, Mus & Rosselló
- Lotus miyakojimae Kramina
- Lotus mlanjeanus J.B.Gillett
- Lotus mollis Balf.f.
- Lotus namulensis Brand
- Lotus nubicus Hochst. ex Baker
- Lotus oliveirae A.Chev.
- Lotus ononopsis Balf.f.
- Lotus ornithopodioides L.
- Lotus palustris Willd.
- Lotus parviflorus Desf.
- Lotus peczoricus Miniaev & Ulle
- Lotus pedunculatus Cav. – komonica błotna
- Lotus peregrinus L.
- Lotus polyphyllos E.D.Clarke
- Lotus pseudocreticus Maire, Weiller & Wilczek
- Lotus purpureus Webb
- Lotus pyranthus P.Pérez
- Lotus quinatus (Forssk.) J.B.Gillett
- Lotus rechingeri Chrtková
- Lotus rectus L.
- Lotus requienii Mauri ex Sanguin.
- Lotus robsonii E.S.Martins & D.D.Sokoloff
- Lotus sanguineus (Vural) D.D.Sokoloff
- Lotus schoelleri Schweinf.
- Lotus sessilifolius DC.
- Lotus simoneae Maire, Weiller & Wilczek
- Lotus spartioides Webb & Berthel.
- Lotus spectabilis Choisy ex Ser.
- Lotus stepposus Kramina
- Lotus strictus Fisch. & C.A.Mey.
- Lotus subbiflorus Lag.
- Lotus subdigitatus Boutique
- Lotus taitungensis S.S.Ying
- Lotus tenellus (Lowe) Sandral, A.Santos & D.D.Sokoloff
- Lotus tenuis Waldst. & Kit. ex Willd. – komonica wąskolistna
- Lotus tetragonolobus L. – głąbigroszek szkarłatny
- Lotus tetraphyllus L.
- Lotus tibesticus Maire
- Lotus torulosus (Chiov.) Fiori
- Lotus × ucrainicus Klokov
- Lotus villicarpus Andr.
- Lotus weilleri Maire
- Lotus wildii J.B.Gillett
- Lotus zemmouriensis C.Chatel., F.Andrieu & Dobignard